# دره‌بید (فریدن)
دره‌بید (یا دره بید) روستایی است در شهرستان فریدن، بخش مرکزی با جمعیت بیش از ۳۰۰۰
نفر. نام روستا برگرفته از درخت‌های وحشی بید است که روستا را دربرگرفته بوده است. این روستا برای دشت لاله‌های واژگونش، به ویژه در اردیبهشت ماه مقصد بسیاری از طبیعت‌گردان و میزبان جشنواره لاله‌های واژگون است.

## مردم
مردم دره‌بید به زبان فارسی سخن می‌گویند.
دین مردم اسلام و مذهب‌شان شیعه است.

## تاریخ
دره بید همان‌طور که از نامش مشخص است قریه‌ای بوده واقع در دره‌ای سر سبز که این دره پوشیده شده بوده از درختان وحشی بید این روستا واقع درهشت کیلومتری شمال منطقه فعلی روستا قرار داشته است.